# Undead Knights
Undead Knights est un jeu vidéo d'action-aventure développé par Now Production et Team Tachyon, et édité par Koei Tecmo Games, sorti en 2009 sur PlayStation Portable,,,,.